# 고호쿠촌 (지바현)
고호쿠촌(湖北村)은 지바현 히가시카쓰시카군에 일찍이 존재했던 촌이다. 현재의 아비코시 중앙부에 해당한다.

## 역사
- 1889년 4월 1일 - 정촌제 시행에 의해 미나미소마군 고호쿠촌이 성립하였다.
- 1897년 4월 1일 - 히가시카쓰시카군이 미나미소마군을 편입하여, 히가시카쓰시카군 후사정이 되었다.
- 1955년 4월 29일 - 이비코정, 후사정과 합병해, 새로운 이비코시가 성립하여, 동일 고호쿠촌은 폐지되었다.

## 교통

### 철도
- 국철 (→ JR동일본)
  - 나리타선